# لیگ برتر فوتبال ایالات متحده آمریکا
لیگ حرفه‌ای فوتبال (به انگلیسی: Major League Soccer) معروف به ام‌ال‌اس (به انگلیسی: MLS)، مجموعه‌ای از مسابقات فوتبال باشگاهی در بالاترین سطح آمریکا است که توسط کونکاکاف تشکیل شده و از سال ۱۹۹۳ تاکنون با ۲۴ باشگاه فوتبال در آمریکای شمالی برگزار می‌شود.
این لیگ در سال ۲۰۰۷ به دلیل حضور دیوید بکهام از لحاظ تعداد طرفداران در جهان در رتبه ۱۲ قرار داشت.
این لیگ یکی از معدود لیگ‌های جهان است که در آن هیچ تیمی حذف نمی‌شود و به دسته پایین‌تر نمی‌رود و همچنین هیچ تیمی از دسته دوم (North American Soccer League) به این لیگ صعود نمی‌کند، بلکه تیم‌ها به صورت قراردادی در این لیگ به میدان می‌روند.
این لیگ در دو کنفرانس شرق و غرب برگزار می شود که کنفرانس شرق شامل ۱۵ تیم و کنفرانس غرب شامل ۱۴ می باشد. در انتهای فصل رده های اول تا هفتم هر کنفرانس به طور مستقیم جواز حضور در مرحله پایانی (حذفی) لیگ را به دست می آورند. تیم های هشتم و نهم هر کنفرانس وارد مرحله پلی آف شده و تیم برنده نیز به مرحله حذفی راه می یابد.
با این حال این لیگ یک لیگ دسته دوم نیز دارد که معروف به لیگ فوتبال آمریکای شمالی (North American Soccer League) است.

## تیم‌ها
این لیگ حاوی ۲۹ تیم در مجموع است که از این تعداد ۲۶ تیم از ایالات متحده آمریکا و ۳ تیم از کانادا هستند که هر ساله مسابقات برگزار می‌کنند. نقشه پراکندگی شهرهای لیگ در سال ۲۰۱۸ اینجا مشاهده می‌شود. تیم‌ها بر اساس نزدیکی یا موقعیت (مسافت) با شهرهای دیگر لیگ در دو کنفرانس شرق و غرب به‌طور ثابت قرار گرفته‌اند. ۱۵ تیم هر ساله در هر کنفرانس به رقابت پرداخته و در انتهای فصل (ماه نوامبر) ۸ تیم برتر هر کنفرانس به رقابت‌های حذفی با یکدیگر پرداخته و سرانجام قهرمانان دو کنفرانس با یکدیگر برای تعیین قهرمان لیگ به صورت رفت و برگشتی روبرو می‌شوند. هر ساله باشگاه های جدیدی تاسیس شده و به لیگ ملحق میشوند.

### کنفرانس شرق
در سال ۲۰۱۹ تیم‌های لیگ عبارتند از:
| کنفرانس شرق |                     |                           |                 |                       |                 |
|             | باشگاه              | شهر                       | ایالت یا استان  | ورزشگاه               | مربی            |
| ۱           | آتلانتا یونایتد     | آتلانتا                   | جرجیا           | ورزشگاه مرسدس-بنز     | رونی دیلا       |
| ۲           | شیکاگو فایر         | شیکاگو                    | ایلینوی         | ورزشگاه تویوتا پارک   | ولکو پانویچ     |
| ۳           | کلمبوس کرو          | کلمبوس                    | اوهایو          | ورزشگاه لاور کام فیلد | گرگ برهالتر     |
| ۴           | دی.سی. یونایتد      | واشینگتن دی.سی.           | واشینگتن دی.سی. | ورزشگاه آئودی فیلد    | بن السن         |
| ۵           | مونترال ایمپکت      | مونترال                   | کبک             | ورزشگاه ساپوتو        | رمی گارد        |
| ۶           | نیوانگلند رولوشن    | بوستون                    | ماساچوست        | ورزشگاه ژیلت          | براد فریدل      |
| ۷           | نیویورک سیتی اف.سی. | نیویورک سیتی              | نیویورک         | ورزشگاه یانکی         | پاتریک ویرا     |
| ۸           | نیویورک رد بولز     | هریسون (حومه شهر نیویورک) | نیوجرسی         | رد بولز آرینا         | جسی مارش        |
| ۹           | فیلادلفیا یونیون    | فیلادلفیا                 | پنسیلوانیا      | ورزشگاه سوبارو پارک   | جیم کورتین      |
| ۱۰          | اورلاندو سیتی اس سی | اورلاندو                  | فلوریدا         | ورزشگاه اکسپلوریا     | جیسون کرایس     |
| ۱۱          | تورنتو اف سی        | تورنتو                    | انتاریو         | بی‌ام‌او فیلد           | گرگ ونی         |
| ۱۲          | سینسیناتی           | سینسیناتی                 | اوهایو          | ورزشگاه تی کیو ال     | آلن کوک         |
| ۱۳          | نشویل               | نشویل                     | تنسی            | ورزشگاه ژئودیس پارک   | بی. جی. کالاگان |
| ۱۴          | شارلوت              | شارلوت                    | کارولینای شمالی | ورزشگاه بنک آو امریکا | دین اسمیت       |
| ۱۵          | اینتر میامی         | میامی                     | فلوریدا         | ورزشگاه دی‌آروی پی‌ان‌کی | خراردو مارتینو  |

### کنفرانس غرب
| کنفرانس غرب |                       |               |                |                                  |                    |
|             | باشگاه                | شهر           | ایالت یا استان | ورزشگاه                          | مربی               |
| ۱           | هیوستون دینامو        | هیوستون       | تگزاس          | ورزشگاه شل انرژی                 | ویلمر کابررا       |
| ۲           | لس آنجلس              | لس آنجلس      | کالیفرنیا      | ورزشگاه بانک آو کالیفرنیا        | باب برادلی         |
| ۳           | مینه‌سوتا یونایتد      | مینیاپولیس    | مینسوتا        | آلیانز فیلد                      | ادرین هیت          |
| ۴           | کلرادو رپیدز          | دنور          | کلرادو         | ورزشگاه دیکس اسپورتینگ گودز پارک | آنتونی هادسون      |
| ۵           | اسپورتینگ کانزاس سیتی | کانزاس سیتی   | کانزاس         | ورزشگاه چیلدرنز مرسی             | پیتر ورمش          |
| ۶           | اف سی دالاس           | دالاس         | تگزاس          | ورزشگاه تویوتا (تگزاس)           | لوچی گنزالس        |
| ۷           | لس آنجلس گلکسی        | لس آنجلس      | کالیفرنیا      | ورزشگاه استاب هاب سنتر           | گیرمو باروس سکلوتو |
| ۸           | پورتلند تیمبرز        | پورتلند       | اورگن          | ورزشگاه جلد-ون فیلد              | جیووانی ساوارز     |
| ۹           | رئال سالت لیک         | سالت لیک سیتی | یوتا           | ورزشگاه ریو تینتو                | مایک پتکی          |
| ۱۰          | سن‌خوزه ارت‌کویکز       | سانتا کلارا   | کالیفرنیا      | ورزشگاه باک شاو                  | ماتیاس آلمیدا      |
| ۱۱          | سیاتل ساوندرز         | سیتل          | واشینگتن       | ورزشگاه لومان                    | برایان شمتزر       |
| ۱۲          | ونکور وایتکپس         | ونکوور        | بریتیش کلمبیا  | ورزشگاه بی‌سی پلیس                | مارک دوس سانتوس    |
| ۱۳          | سنت لوئیس سیتی        | سنت لوئیس     | میزوری         | ورزشگاه انرجایزر پارک            | اولاف ملبرگ        |
| ۱۴          | آستین                 | آستین         | تگزاس          | ورزشگاه کیو۲                     | نیکو استیوز        |

### گذشته و آینده
| تیم‌های سابق |                 |              |         |                                                          |               |
|             | باشگاه          | شهر          | ایالت   | ورزشگاه                                                  | سالیان فعالیت |
| ۱           | تمپا بی میوتینی | تمپا         | فلوریدا | ورزشگاه تمپا (۱۹۹۶–۱۹۹۸) ورزشگاه ریموند جیمز (۱۹۹۹–۲۰۰۱) | (۱۹۹۶–۲۰۰۱)   |
| ۲           | میامی فیوژن     | فورت لادردیل | فلوریدا | ورزشگاه لاکهارت                                          | (۱۹۹۸–۲۰۰۱)   |

## قهرمانان
| فصل  | قهرمان دوره حذفی(MLS Cup)     | بهترین تیم فصل (Supporters' Shield) |
| ---- | ----------------------------- | ----------------------------------- |
| ۲۰۲۱ | باشگاه فوتبال نیویورک سیتی    | نیوانگلند رولوشن                    |
| ۲۰۲۰ | کلمبوس کرو                    | فیلادلفیا یونیون                    |
| ۲۰۱۹ | باشگاه فوتبال سیاتل ساندرز    | باشگاه فوتبال لس آنجلس              |
| ۲۰۱۸ | باشگاه فوتبال آتلانتا یونایتد | باشگاه فوتبال نیویورک رد بولز       |
| ۲۰۱۷ | باشگاه فوتبال تورنتو          | باشگاه فوتبال تورنتو                |
| ۲۰۱۶ | باشگاه فوتبال سیاتل ساندرز    | اف‌سی دالاس                          |
| ۲۰۱۵ | پورتلند تیمبرز                | باشگاه فوتبال نیویورک رد بولز       |
| ۲۰۱۴ | لس آنجلس گالاکسی              | باشگاه فوتبال سیاتل ساندرز          |
| ۲۰۱۳ | اسپورتینگ کانزاس سیتی         | نیویورک رد بولز                     |
| ۲۰۱۲ | لس آنجلس گالاکسی              | سن‌خوزه ارت‌کویکز                     |
| ۲۰۱۱ | لس آنجلس گالاکسی              | لس آنجلس گالاکسی                    |
| ۲۰۱۰ | کلرادو رپیدز                  | لس آنجلس گالاکسی                    |
| ۲۰۰۹ | رئال سالت لیک                 | کلمبوس کرو                          |
| ۲۰۰۸ | کلمبوس کرو                    | کلمبوس کرو                          |
| ۲۰۰۷ | دینامو هیوستون                | دی.سی. یونایتد                      |
| ۲۰۰۶ | دینامو هیوستون                | دی.سی. یونایتد                      |
| ۲۰۰۵ | لس آنجلس گالاکسی              | سن‌خوزه ارت‌کویکز                     |
| ۲۰۰۴ | دی.سی. یونایتد                | کلمبوس کرو                          |
| ۲۰۰۳ | سن‌خوزه ارت‌کویکز               | شیکاگو فایر                         |
| ۲۰۰۲ | لس آنجلس گالاکسی              | لس آنجلس گالاکسی                    |
| ۲۰۰۱ | سن‌خوزه ارت‌کویکز               | میامی فیوژن*                        |
| ۲۰۰۰ | کانزاس‌سیتی ویزاردز*           | کانزاس‌سیتی ویزاردز*                 |
| ۱۹۹۹ | دی.سی. یونایتد                | دی.سی. یونایتد                      |
| ۱۹۹۸ | شیکاگو فایر                   | لس آنجلس گالاکسی                    |
| ۱۹۹۷ | دی.سی. یونایتد                | دی.سی. یونایتد                      |
| ۱۹۹۶ | دی.سی. یونایتد                | تمپابی میوتینی*                     |
|      |                               | * تیم‌های سابق                       |

## بازی‌های آل-استار
هر ساله لیگ در نیمه فصل یک دیدار بین تیم منتخب لیگ (بنام ام‌ال اس آل-استارز) و یک تیم مدعی به منظور نمایش و جلب توجه در رسانه‌ها و طرفداران برگزار می‌کند. بازیکنان تیم آل استارز معمولاً توسط مردم و از طریق رای‌گیری روی اینترنت انتخاب می‌شوند. دیدارهای سال ۲۰۰۵ تاکنون در جدول زیر ذکر شده‌اند:
- بازی با تیم منچستر یونایتد
- بازی با تیم آ. اس رم

| بازی آل-استار سال ۲۰۰۵ تاریخ برگزاری: ۳۰ ژوئیه ۲۰۰۵ | تیم منتخب لیگ ام‌ال اس                            | ۴ – ۱  | باشگاه فوتبال فولام | ورزشگاه کلمبوس کرو                                                             |
|                                                     | Twellman ۲۳' · O’Brien ۵۶' · Cunningham ۸۵'، ۸۹' | Report | Jensen ۶۶' (پنالتی) | تماشاگران: ۲۳٬۳۰۹ داور: Ricardo Valenzuela ارزشمندترین بازیکن: Taylor Twellman |

| بازی آل-استار سال ۲۰۰۶ تاریخ برگزاری: ۵ اوت ۲۰۰۶ | تیم منتخب لیگ ام‌ال اس | ۱ – ۰  | باشگاه فوتبال چلسی | ورزشگاه تویوتا پارک                                                         |
|                                                  | De Rosario ۷۰'        | Report |                    | تماشاگران: ۲۱٬۲۱۰ داور: Abbey Okulaja ارزشمندترین بازیکن: Dwayne De Rosario |

| بازی آل-استار سال ۲۰۰۷ تاریخ برگزاری: ۱۹ ژوئیه ۲۰۰۷ | تیم منتخب لیگ ام‌ال اس | ۲ – ۰  | باشگاه فوتبال سلتیک | ورزشگاه دیکس اسپورتینگ گودز پارک                                              |
|                                                     | Ángel ۳۶' · Toja ۴۴'  | Report |                     | تماشاگران: ۱۸٬۶۶۱ داور: Baldomero Toledo ارزشمندترین بازیکن: Juan Pablo Ángel |

| بازی آل-استار سال ۲۰۰۸ تاریخ برگزاری: ۲۴ ژوئیه ۲۰۰۸ | تیم منتخب لیگ ام‌ال اس                            | ۳ – ۲  | باشگاه فوتبال وستهام یونایتد | بی ام او فیلد                                                               |
|                                                     | Gómez ۲۷' · Blanco ۴۵' · De Rosario ۷۰' (پنالتی) | Report | Ashton ۲۶', ۶۷'              | تماشاگران: ۲۰٬۸۴۴ داور: Mauricio Navarro ارزشمندترین بازیکن: کواتموک بلانکو |

| بازی آل-استار سال ۲۰۰۹ تاریخ برگزاری: ۲۹ ژوئیه ۲۰۰۹    | تیم منتخب لیگ ام‌ال اس | ۱ – ۱ (۳ – ۴ پنالتی)                                                | باشگاه فوتبال اورتون | ورزشگاه ریو تینتو                                                      |
|                                                        | Davis ۲۶'             | Report                                                              | Saha ۱۲'             | تماشاگران: ۲۰٬۱۲۴ داور: Ricardo Salazar ارزشمندترین بازیکن: Tim Howard |
|                                                        | ضربات پنالتی          |                                                                     |                      |                                                                        |
| Donovan · Davis · Arnaud · Johnson · Casey · Ljungberg |                       | Vaughan · جو (بازیکن فوتبال) · Baines · Neville · Lescott · Rodwell |                      |                                                                        |

| بازی آل-استار سال ۲۰۱۰ تاریخ برگزاری: ۲۸ ژوئیه ۲۰۱۰ | تیم منتخب لیگ ام‌ال اس      | ۲ – ۵  | باشگاه فوتبال منچستر یونایتد                                 | ورزشگاه رلاینت                                                          |
|                                                     | Ching ۶۴' · De Rosario ۹۰' | Report | Macheda ۱'، ۱۳' · Gibson ۷۰' · Cleverley ۷۳' · Hernández ۸۴' | تماشاگران: ۷۰٬۷۲۸ داور: Jorge Gonzalez ارزشمندترین بازیکن: فدریکو ماکدا |

| بازی آل-استار سال ۲۰۱۱ تاریخ برگزاری: ۲۷ ژوئیه ۲۰۱۱ | تیم منتخب لیگ ام‌ال اس | ۰ – ۴  | باشگاه فوتبال منچستر یونایتد                         | ورزشگاه ردبول آرنا (نیوجرسی)                                          |
|                                                     |                       | Report | Anderson ۲۰' · Park ۴۵' · Berbatov ۵۲' · Welbeck ۶۸' | تماشاگران: ۲۶٬۷۶۰ داور: Jair Marrufo ارزشمندترین بازیکن: Ji-Sung Park |

| بازی آل-استار سال ۲۰۱۲ تاریخ برگزاری: ۲۵ ژوئیه ۲۰۱۲ | تیم منتخب لیگ ام‌ال اس                         | ۳ – ۲  | باشگاه فوتبال چلسی      | ورزشگاه پی‌پی‌ال پارک                                                        |
|                                                     | Wondolowski ۲۱' · Pontius ۷۳' · Johnson ۹۰+۱' | Report | Terry ۳۲' · Lampard ۵۸' | تماشاگران: ۱۹٬۲۳۶ داور: Baldomero Toledo ارزشمندترین بازیکن: Chris Pontius |

| بازی آل-استار سال ۲۰۱۳ تاریخ برگزاری: ۳۱ ژوئیه ۲۰۱۳ | تیم منتخب لیگ ام‌ال اس | ۱ – ۳  | آ.اس. رم                                                                                       | ورزشگاه اسپورتینگ پارک                                                       |
| ۲۰:۳۰                                               | اومار گونزالس ۹۰+۱'   | Report | کوین استروتمن ۴' · الساندرو فلورنزی ۴۷' · میرالم پیانیچ '۵۴ · Junior Tallo ۶۸' · Marquinho '۸۵ | تماشاگران: ۲۱٬۱۷۵ داور: Hilario Grajeda ارزشمندترین بازیکن: الساندرو فلورنزی |

| بازی آل-استار سال ۲۰۱۴ تاریخ برگزاری: ۶ اوت ۲۰۱۴ | تیم منتخب لیگ ام‌ال اس | ۱–۲ | بایرن مونیخ | ورزشگاه جلد-ون فیلد |

| بازی آل-استار سال ۲۰۱۵ تاریخ برگزاری: ۲۹ ژوئیه ۲۰۱۵ | تیم منتخب لیگ ام‌ال اس | ۱–۲ | تاتنهام | ورزشگاه دیکس اسپورتینگ گودز پارک |

| بازی آل-استار سال ۲۰۱۶ تاریخ برگزاری: ۲۸ ژوئیه ۲۰۱۶ | تیم منتخب لیگ ام‌ال اس | ۲–۱ | آرسنال | ورزشگاه آوایا (سن خوزه) |

| بازی آل-استار سال ۲۰۱۷ تاریخ برگزاری: ۲ اوت ۲۰۱۷ | تیم منتخب لیگ ام‌ال اس | ۲–۴ | رئال مادرید | ورزشگاه سلجر فیلد |

| بازی آل-استار سال ۲۰۱۸ تاریخ برگزاری: ۱ اوت ۲۰۱۸ | تیم منتخب لیگ ام‌ال اس | ۳–۵ | یوونتوس | ورزشگاه مرسدس-بنز |

| ۳۱ ژوئن ۲۰۱۹ بازی آل استار ۲۰۱۹ | ستارگان ام.ال. اس | ۳–۰   | آتلتیکو مادرید | ورزشگاه اورلاندو سیتی، اورلاندو، فلوریدا |
|                                 |                   | گزارش |                |                                          |

## نگارخانه

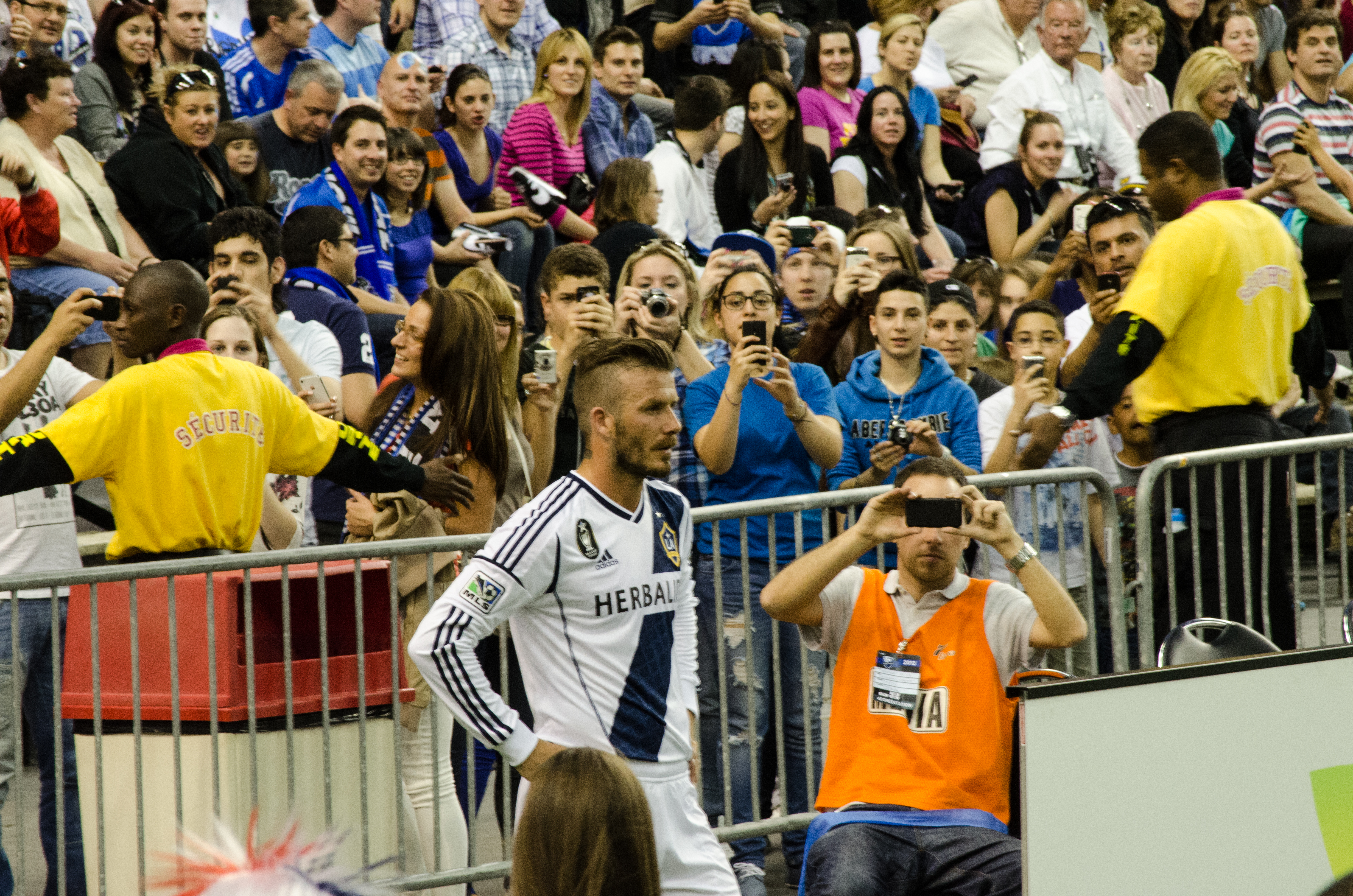
دیوید بکهام زمانی که بازیکن لس آنجلس گالاکسی بود
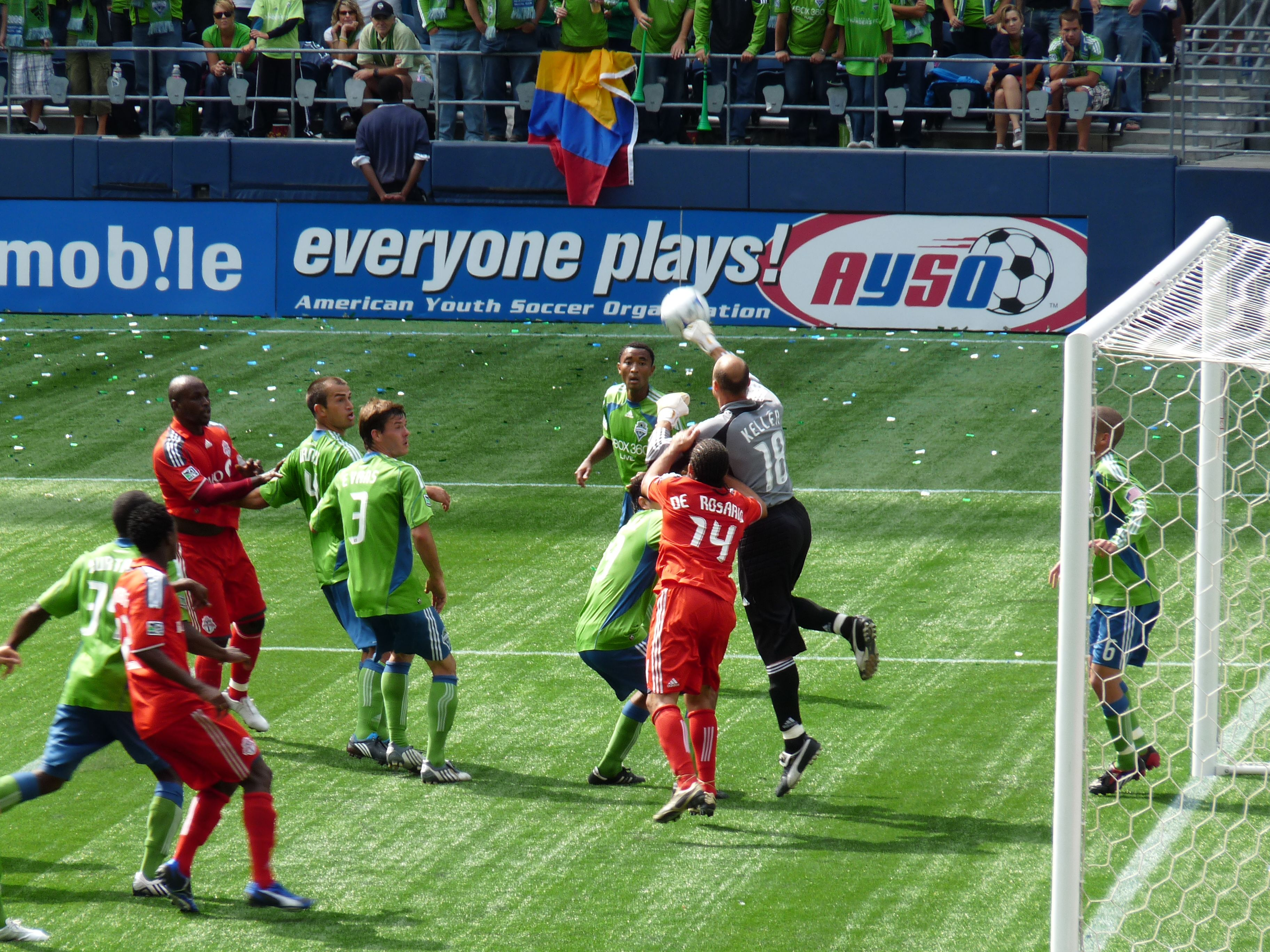
تیم کانادایی تورنتو اف سی
از لحاظ مشارکت در بازی‌های خانگی در ورزشگاه، تیم سیتل ساوندرز همواره دارای پرحرارت‌ترین و پرتعدادترین طرفداران در لیگ بوده‌است.
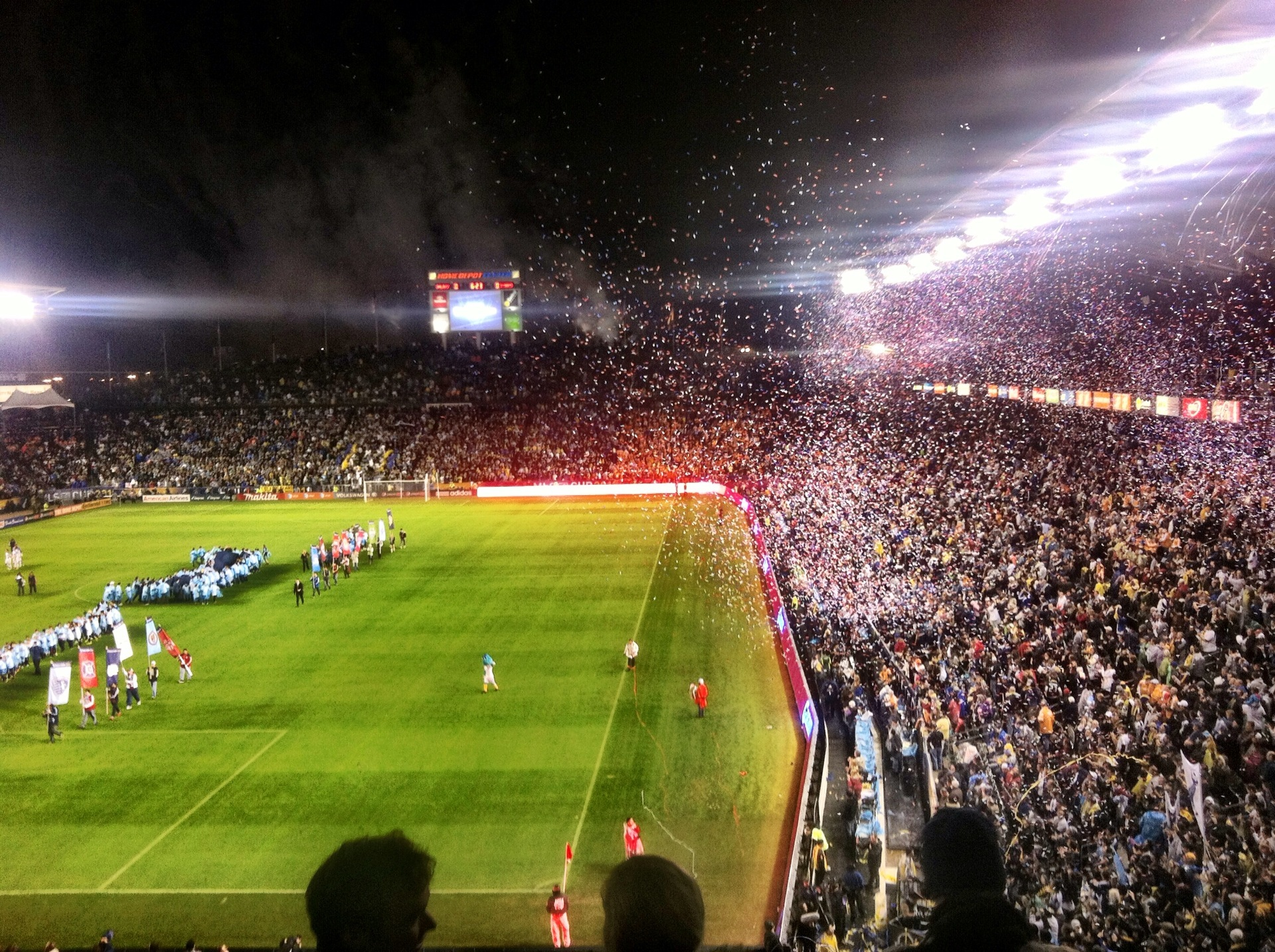
بازی فینال لیگ در سال ۲۰۱۱
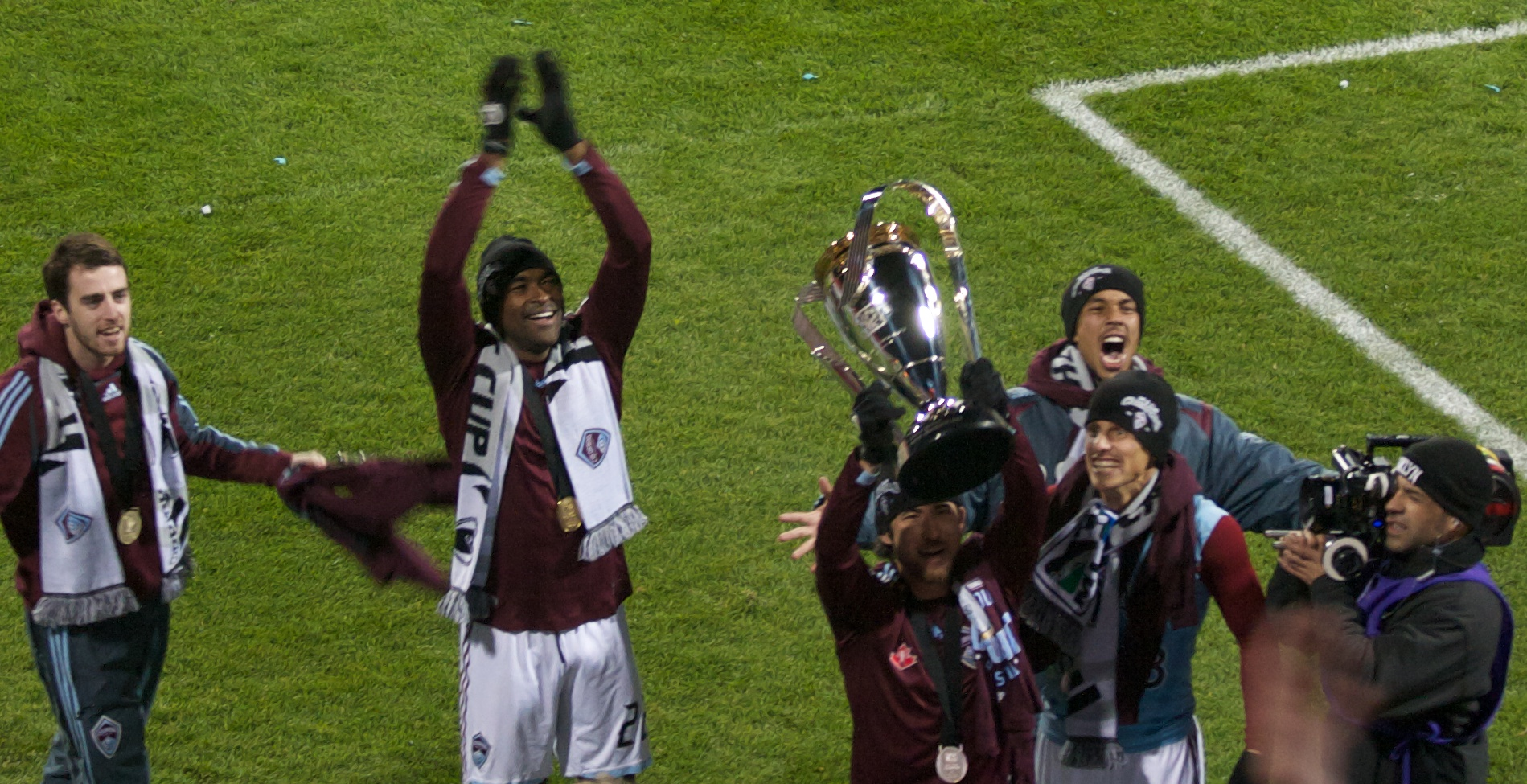
تیم شهر دنور هنگام دستیابی به جام قهرمانی در سال ۲۰۱۱
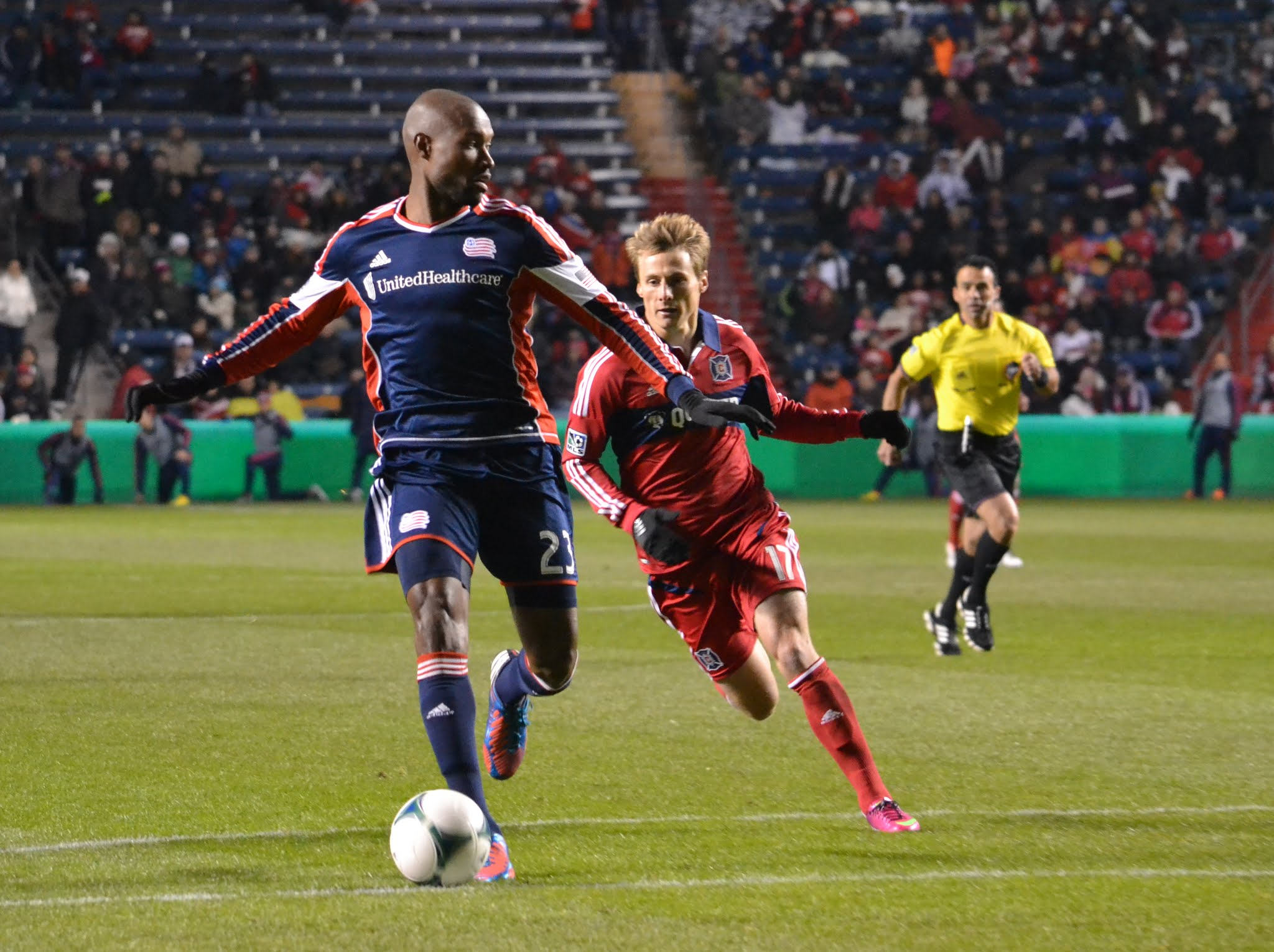
بازیکنان خارجی در لیگ نیز حضور دارند

## بازیکنان سرشناس خارجی ام‌ال‌اس

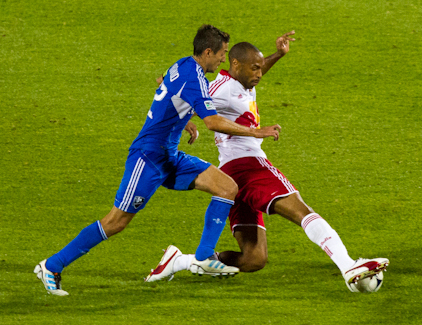
تیری آنری

### بازیکنان کنونی
- لیونل مسی در اینتر میامی
- سرخیو بوسکتس در اینتر میامی
- جوردی آلبا در اینتر میامی
- لوییس سوارز  در اینتر میامی

### بازیکنان سابق
- دیوید بکام در لس آنجلس گلکسی
- تیم کیهیل در نیویورک رد بولز
- جرمین دفو در تورنتو
- میکاییل سیلوستره در پورتلند
- دایگو کوبایاشی در ونکوور
- آرنه فریدریش در شیکاگو
- رابی کین در لس آنجلس گلکسی
- دارن اودی در تورنتو
- کارلو کودیچینی در لس آنجلس گلکسی
- الساندرو نستا در مونترال
- مارکو دی وایو در مونترال
- ماتئو فراری در مونترال
- کارلوس والدراما در میامی فیوژن
- پله در نیویورک کاسموس
- ریکاردو کاکا در اورلاندو سیتی
- هریستو استویچکوف در دی.سی. یونایتد
- لوتار ماتئوس در مترو استارز
- روبرتو دونادونی در مترو استارز
- والتر زنگا در نیوانگلند رولوشن
- زلاتان ابراهیموویچ در لس آنجلس گلکسی
- تیری آنری در نیویورک رد بولز
- داوید ویا در نیویورک سیتی
- گونزالو ایگواین در اینتر میامی

### بازیکنان ایرانی

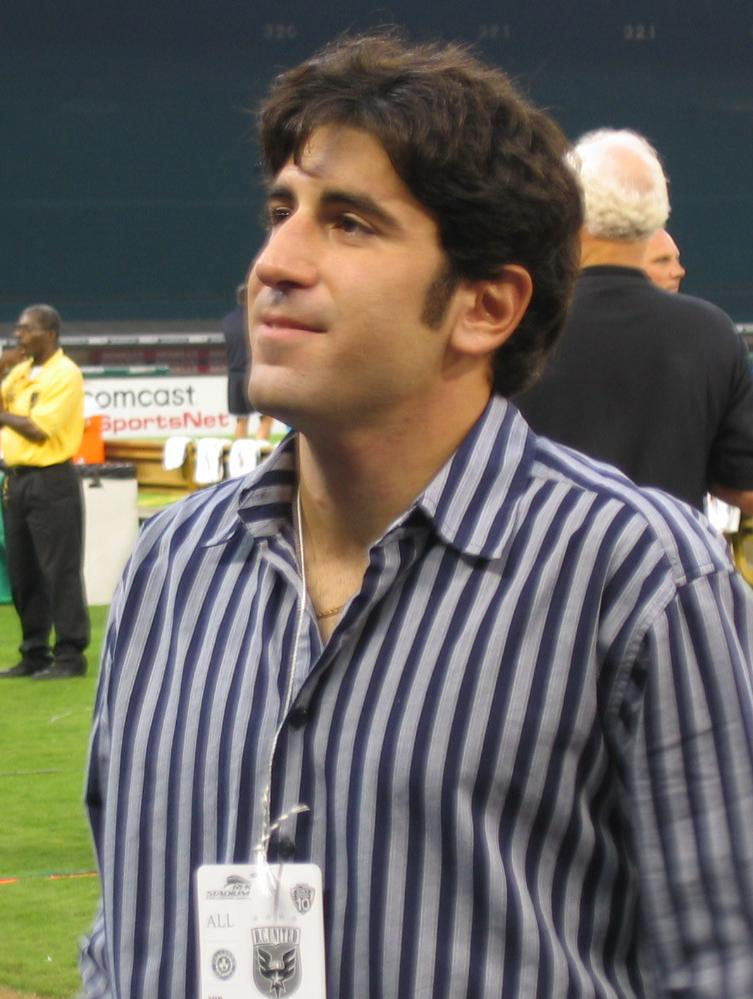
آلکو اسکندریان، سرمربی نیویورک کاسموس از لیگ دسته دوم

در میان بازیکنان ایرانی این لیگ و لیگ‌های ماقبل آن می‌توان به افراد زیر اشاره کرد:
- استیون بیت‌آشور
- آندرانیک اسکندریان برای (نیویورک کاسموس) و پسرش آلکو اسکندریان
- خداداد عزیزی در سن خوزه ارث‌کوئیکز
- محمد خاکپور در مترو استارز
- آرش نوآموز در لس آنجلس گلکسی
- حسام شیرازی در لس آنجلس گلکسی
- ایرج دانایی‌فرد در تولسا رافنکس